# Kelner Macêdo
Kelner Macêdo (Rio Tinto, 4 de dezembro de 1994) é um ator brasileiro.

## Biografia
Kelner Macêdo nasceu na cidade de Rio Tinto, no estado da Paraíba, no Brasil. Sempre interessado por artes cênicas, começou a atuar ainda criança em peças infantis e cursou artes cênicas na Universidade Federal da Paraíba. Estreou como ator de cinema nos curtas Terceiro Prato (2014), de Pablo Maia, e Moído (2014), de Torquato Joel, atualmente está na série da HBO Brasil, Todxs Nós no papel de Vini.

## Carreira
Estreou como ator de cinema nos curtas Terceiro Prato (2014), de Pablo Maia, e Moído (2014), de Torquato Joel. Em seguida, gravou o episódio piloto da série Vida Bandida (2015), de Marcelo Paes de Carvalho, onde viveu um dos personagens principais. Em 2015, fez teste para integrar o elenco do premiado drama Aquarius (2016), de Kleber Mendonça Filho, não conseguindo o papel. Entretanto, o produtor Marcelo Caetano se interessou pelo trabalho de Kelner e o convidou para estrelar seu futuro filme: Corpo Elétrico (2017). A obra, exibida nos festivais de Guadalajara e Roterdã, marcou sua estreia em longas. 

## Filmografia

### Televisão
| Ano       | Título                  | Personagem         | Notas                             |
| --------- | ----------------------- | ------------------ | --------------------------------- |
| 2025      | Tremembé                | Cristian Cravinhos |                                   |
| 2025      | Guerreiros do Sol       | Zé do Bode         |                                   |
| 2023      | Histórias (Im)Possíveis | Marcelo            | Episódio: "Levante"               |
| 2023      | Os Outros               | Amâncio (jovem)    | Participação Especial (flashback) |
| 2022      | Mar do Sertão           | Rafael             | Participação Especial             |
| 2021      | Verdades Secretas II    | Mark               | Coadjuvante                       |
| 2020      | Todxs Nós               | Vini               | Protagonista                      |
| 2019–2022 | Sob Pressão             | Kléber             | Temporadas 3–5                    |
| 2018      | Onde Nascem os Fortes   | Gerente Edney      | Participação                      |
| 2017      | Mistérya                | Lúcio              | Episódio Piloto                   |
| 2014      | Vida Bandida            | Gabriel            | Episódio Piloto                   |

### Cinema
| Ano       | Título         | Personagem         | Nota           |
| --------- | -------------- | ------------------ | -------------- |
| 2020/2021 | Depois         | Hugo               | Longa-Metragem |
| 2020/2021 | Agreste        | Gabriel            | Curta-metragem |
| 2019      | A Mordida      | Helmut             | Curta-metragem |
| 2019      | Crua           |                    | Curta-metragem |
| 2019      | Desvio         | Produtor de elenco | Longa-metragem |
| 2018      | O Ensaio       | João               | Curta-metragem |
| 2018      | Sol Alegria    | Produtor de elenco | Longa-metragem |
| 2017      | Corpo Elétrico | Elias              | Longa-metragem |
| 2014      | Moído          |                    | Curta-metragem |
| 2014      | Terceiro Prato | Felipe             | Curta-metragem |

### Videoclipe
| Ano  | Canção         | Artista          |
| ---- | -------------- | ---------------- |
| 2018 | Pedrinho       | Tulipa Ruiz      |
| 2015 | Folha Seca     | Banda Blamboyant |
| 2016 | Sangue no Olho | Dumatu           |

## Teatro
| Ano  | Título                                   | Personagem        | Direção                                                      |
| ---- | ---------------------------------------- | ----------------- | ------------------------------------------------------------ |
| 2018 | LOBO                                     | Performer         | Carolina Bianchi Y Cara de Cavalo                            |
| 2015 | No Mundo da Rua - Projeto Corpos de Saia | Criador/Performer | Criação Coletiva e direção de Sávio Farias e Bertrand Araújo |
| 2015 | Cala a Boca Já Morreu                    | Criador/Performer | Criação Coletiva com orientação de Joevan Oliveira           |
| 2015 | Somos Todos Abramovic                    | Performer         | Orientação de Joevan Oliveira                                |
| 2014 | Poesia Andrógina                         | Performer         | Projeto Corpos de Saia / Sávio Farias                        |

## Prêmios e indicações
| Ano  | Prêmio                              | Categoria                               | Resultado |
| ---- | ----------------------------------- | --------------------------------------- | --------- |
| 2019 | Festival de Cinema de Vitória       | Melhor clipe - Pedrinho por Tulipa Ruiz | Venceu    |
| 2018 | Prêmio Guarani de Cinema Brasileiro | Ator Revelação do ano                   | Indicado  |